# Новоселівка (Донецький район)
Новосе́лівка — село Макіївської міської громади Донецького району Донецької області, Україна. Населення становить 260 осіб.

## Географія
Відстань до райцентру становить понад 26 км і проходить автошляхом місцевого значення. Біля села проходить залізниця, станція 1094 км.

## Населення

### Мова
Розподіл населення за рідною мовою за даними перепису 2001 року:
| Мова            | Кількість | Відсоток |
| --------------- | --------- | -------- |
| українська      | 218       | 83.85%   |
| російська       | 38        | 14.61%   |
| білоруська      | 2         | 0.77%    |
| інші/не вказали | 2         | 0.77%    |
| Усього          | 260       | 100%     |

За даними перепису 2001 року населення села становило 260 осіб, із них 83,85% зазначили рідною мову українську, 14,62% — російську та 0,77% — білоруську.